# Vikulovói járás

A Vikulovói járás a Tyumenyi területen

A Vikulovói járás (oroszul Викуловский район) Oroszország egyik járása a Tyumenyi területen. Székhelye Vikulovo.

## Népesség
- 1989-ben 20 349 lakosa volt.
- 2002-ben 18 383 lakosa volt, melyből 17 400 orosz, 185 német, 129 tatár, 123 ukrán, 107 csuvas, 86 kazah, 71 fehérorosz, 59 azeri stb.
- 2010-ben 16 435 lakosa volt, melyből 15 643 orosz, 130 német, 104 tatár, 84 ukrán, 83 kazah, 73 csuvas, 63 azeri, 41 fehérorosz stb.